# الحجرالسوداء (بعدان)

تعديل مصدري - تعديل

الحجرالسوداء محلة تابعة لقرية بلاح، التابعة لعزلة جرانة بمديرية بعدان إحدى مديريات محافظة إب في الجمهورية اليمنية، بلغ تعداد سكانها 26 حسب تعداد اليمن لعام 2004.